# 古手川祐子
古手川 祐子（こてがわ ゆうこ、1959年7月16日 - ）は、日本の女優、歌手、司会者、タレント。
大分県出身。大分県立鶴崎工業高等学校卒業。コニイ所属。妹は元女優の古手川伸子。長女は女優の綾那。元夫は俳優の田中健。

## 来歴・人物
1976年8月2日、東宝とカネボウ化粧品の共催で芸術座にて開催された、三浦友和の相手役を選ぶ「ミス・サラダガール・コンテスト」全国大会において1位となり、東宝芸能へ入社。カネボウのCMに出演し、三浦が主演する『星と嵐』で映画デビュー。
1977年、『幕末未来人』に出演したことで人気を博し、アイドル的人気から脱皮して「清純派」で、かつ「美人な」女優として知られるようになる。
長年、はごろもフーズやカネボウ化粧品のイメージキャラクターを務めた。
1985年に『春の鐘』で初主演。同作品にてヌードを披露。
1986年、映画『花の降る午後』で第13回日本アカデミー賞主演女優賞を受賞。
1992年に『継承盃』で真田広之との激しいラブシーンを演じた。
1986年、『夜の傾斜』で共演した田中健と結婚。一女（綾那）をもうけたが、1999年に離婚。
2016年に日本テレビ系列で放送されたドラマ『ゆとりですがなにか』に出演して以降は表舞台に登場しておらず、同作の続編となる2023年公開の劇場版にも出演していない。

## 出演

### テレビドラマ
NHK
- 少年ドラマシリーズ（総合）
  - 幕末未来人（1977年）
- 銀河テレビ小説（総合）
  - 陽炎の女（1980年） - 矢代里子
  - 青春前後不覚（1983年） - 浅見鮎子
- 連続テレビ小説（総合）
  - おていちゃん（1978年） - きぬ
  - ゲゲゲの女房（2010年） - 飯田ミヤコ
- ドラマ人間模様 蒼い光芒（1981年、総合） - 木戸砟恵子
- 大河ドラマ（総合）
  - 峠の群像（1982年） - 大文字屋ゆう
  - 炎立つ（1993年） - 結有
- 宮本武蔵（1984年、総合） - お通
- 谷崎・その愛，我という人の心は（1985年11月16日、総合） - 松子（春琴）
- 結婚する手続き（1985年、総合）
- ドラマ新銀河（総合）
  - 妻の恋（1988年） - 和泉涼子
- 慶次郎縁側日記 第2シリーズ 第3回（2005年、総合） - お俊
- 月曜ドラマシリーズ（総合）
  - ジイジ〜孫といた夏〜（2004年） - 片岡夏子
- ジイジ2〜孫といた夏〜（2005年） - 片岡夏子
- 陽だまりの樹（2012年、BSP） - お中
- そんじょそこら商店街（2014年、BSP） - 豊後高田市長

日本テレビ系
- 木曜ゴールデンドラマ「その愛は損か得か?」（1983年、よみうりテレビ）
- 火曜サスペンス劇場
  - 大都会の死角（1983年）
  - 震える手（2003年） - 田山波津子
- 女たちの大坂城（1983年）
- かんころもちの島で　薫先生、黙っちょる子ほど命は叫んじょっとです（1985年） - 西原薫
- いけない女子高物語（1990年） - 主演・松村美鈴
- 風林火山（1992年）
- 天国への階段（2002年、よみうりテレビ）
- 戦国自衛隊・関ヶ原の戦い（2006年） - 高台院 役
- 示談交渉人 ゴタ消し（2011年、読売テレビ） - 若林広恵
- 美咲ナンバーワン!!（2011年） - 湊佐枝子
- ゆとりですがなにか（2016年） - 麻生ひとみ

TBS系
- 熱い嵐（1979年）
- 大いなる朝（1979年） - カントレット恒子
- 突然の明日（1980年） - 山崎陽子
- 水曜劇場「しあわせ戦争」（1980年）
- 空よ海よ息子たちよ（1981年）
- 関ヶ原（1981年） - 夏
- 東芝日曜劇場
  - 第1273話「娘からの花束」（1981年）
  - 第1289話「夏のわかれ」（1981年、毎日放送）
  - 第1297話「愛のデッサン」（1981年、RKB毎日放送）
  - 第1336話「夏の花嫁」（1982年）
  - 第1505話「東京の秋（前編） 家族ふたつ」（1985年） - 有坂実穂
  - 第1506話「東京の秋（後編） 愛、けれど－」（1985年） - 有坂実穂
- 想い出づくり。（1981年） - 𠮷川久美子
- ザ・サスペンス
  - 惨事・バスガイドの殺意（1982年）
  - 虞美人草 まぼろしの愛に果てた紫の女!（1984年）
- さよなら三角またきて四角（1982年） - 紀子
- 聖母たちの行進（1983年）
- 女ともだち（1986年） - 杉田恵以子
- 家栽の人（「水曜プレミア」）
- 源氏物語 上の巻・下の巻（1991年）
- 愛と野望の独眼竜 伊達政宗（1995年） - 愛姫
- 月曜ドラマスペシャル→月曜ミステリー劇場→月曜ゴールデン
  - 十津川警部シリーズ（20） 寝台特急カシオペアを追え（2000年） - 小坂井香織
  - 金田一耕助シリーズ13 トランプ台上の首（2000年） - 紅マヤ
  - 赤かぶ検事奮戦記 京都転勤編 - 悪夢の女相続人（2009年5月11日） - 柊春子
  - 十津川警部シリーズ（53）伊豆・踊り子号殺人ルート〜消えた一億円の謎〜（2014年10月20日） - 緑川冴子
- 世界で一番熱い夏（2001年） - 原さん
- やんパパ（2002年） - 風見ルリ子
- 夜王（2006年） - 津田綾子
- 孤独の賭け〜愛しき人よ〜（2007年） - 大垣田鶴子
- 赤かぶ検事京都篇（2010年） - 柊春子
- ドラマ特別企画2011・帰郷（2011年12月23日） - 神尾佐和子
- 宮部みゆきミステリー パーフェクト・ブルー（2012年） - 植田涼子

フジテレビ系
- 江戸の渦潮 第10話「五年目の対決」（1978年、東宝）
- 土曜劇場「家族サーカス」（1979年）
- 陽はまた昇る (1979年のテレビドラマ) 第11話「愛と希望と」（1979年） - 鈴木由起子
- ただいま放課後（1980年）
- 一死、大罪を謝す（1981年）
- 父さんからの贈りもの（1981年）
- 時代劇スペシャル
  - 蛇姫様（松竹、1981年）
  - 松本清張の西海道談綺（1983年、国際放映・テレビ西日本） - おえん
- 平岩弓枝ドラマシリーズ300回記念「花の影」（1982年）
- 金曜劇場「女優シリーズ・妻たちは… 第13話「めくるめく季節」」（1982年）
- 月曜ドラマランド
  - 乙女学園男子部1 - 3（1983年）
  - どっきり天馬先生シリーズ5 僕らのトン馬先生が惚れたシンデレラ」（1983年）
  - 乙女学園すみれ寮1 - 4（1984年）
- 暴れ九庵（1984年、関西テレビ 第10話「賭けた女の胸のうち」） - お銀
- わがままな女たち（1992年）
- 本陣殺人事件（1992年）
- 警部補 古畑任三郎（1994年4月27日）第3回「笑える死体」 - 笹山アリ
- 金曜エンタテイメント→金曜プレステージ
  - ざけんなヨ!!6「子持ちだって働きたい」（1994年） - 玉利峰子
  - 音の犯罪捜査官 響奈津子 1 - 7（1995年 - 2005年） - 主演・響奈津子
  - 金田一耕助シリーズ 女怪（1996年4月26日） - 持田虹子
- 細うで繁盛記（1994年 - 1995年） - 加代
- 早海さんと呼ばれる日（2012年） - 早海陽子

テレビ朝日系
- 西部警察（1979年 - 1982年） - 大門明子
- 土曜ワイド劇場
  - 名探偵雅楽再び登場!（1980年）
  - 桜の国の美女 江戸川乱歩の黄金仮面II（1980年）
  - 松本清張の駅路（1982年）
  - 恐怖の目撃者（ABCテレビ、1997年）
  - 第一級殺人弁護（1）（2002年） - 桂子
  - タクシードライバーの推理日誌 (16) 乗客の女子高生が殺された!（2003年） - 弁護士・千鶴子
  - 西村京太郎トラベルミステリー (45) 超豪華寝台特急トワイライトエクスプレス殺人事件（2006年） - 木之内順子
  - 警視庁特捜刑事の妻（2006年） - 樋山洋子
- 鬼平犯科帳 (萬屋錦之介) 第1シリーズ（東宝、1980年） - おとよ[注釈 2]
- 夜の傾斜（1980年）
- 月曜ワイド劇場「OLシリーズ第1弾! 女が会社へ行きたくない朝」（1983年）
- 迷宮課刑事おみやさん（ABCテレビ、1985年） - 七尾洋子
- 傑作時代劇 五瓣の椿（復讐編、完結編）（1987年）- おしの
- 御宿かわせみ（1988年・1989年） - 庄司るい
- 雪国（1989年）
- 外科病棟女医の事件ファイル（1991年） - 鮎川朝子
- 四匹の用心棒 (4) かかし半兵衛ひとり旅 (1992年、ANB / 東映) - まちかね お蝶
- 遠山の金さんVS女ねずみ （1997年） - お小夜
- 金さんVS女ねずみ （1998年） - お紺
- はみだし刑事情熱系 クリスマススペシャル（2003年） - 小牧志乃
- 7人の女弁護士 第7話（2006年） - 片山寿美代
- 素浪人 月影兵庫（2007年）
- ギラギラ（ABCテレビ共同制作、2008年） - 神宮寺麗奈
- 警視庁捜査一課9係 season10 第2話（2015年） - 唐沢貴子

テレビ東京系
- 徳川剣豪伝 それからの武蔵（1996年） - 悠姫
- 赤穂浪士（1999年） - おせん
- 水曜ミステリー9
  - 神楽坂署生活安全課3（2007年） - 安藤泰子
  - 旭山動物園シロクマ園長 命の事件簿2（2007年） - 栗原瑞枝

### 映画
- 星と嵐（1976年） ※デビュー作
- 恋の空中ぶらんこ（1976年）
- 白熱デッドヒート（1977年）
- あゝ野麦峠（1979年）
- 連合艦隊（1981年） - 本郷陽子[4]
- 駅 STATION（1981年） - 冬子
- ひめゆりの塔（1982年） - 上原文
- 細雪（1983年） - 蒔岡妙子
- 虞美人草（1984年） - 藤尾
- 春の鐘（1985年）
- 花の降る午後（1989年） - 甲斐典子
- 継承盃 （1992年） - 門田恵
- 子連れ狼 その小さき手に（1993年）
- 四十七人の刺客（1994年）
- 陰陽師II（2003年） - 月黄泉
- 理由（2004年）
- この胸いっぱいの愛を（2005年）
- 出口のない海（2006年） - 並木光江
- きみにしか聞こえない（2007年） - 相原伸子
- 転校生-さよなら あなた-（2007年） - 斉藤千恵
- ポストマン（2008年3月）
- ホームレス中学生（2008年） - 田村京子
- ばかもの（2010年） - 額子の母

### 劇場アニメ
- 銀色の髪のアギト（2006年） - ヨルダ[5]

### 写真集
- 八人の湯

### ウェブマガジン
- 大人の女性のためのトラベル・ウェブ・マガジン『旅色』

### バラエティ
- ミュージックフェア（フジテレビ、1988年4月3日 - 1995年10月1日） - 総合司会
- 新春かくし芸大会（フジテレビ）
- 発掘!あるある大事典（関西テレビ）
- バツ（フジテレビ）
- とんねるずのみなさんのおかげです（フジテレビ）
- はばたけ!ペンギン（TBS）
- 超豪華オールスター大集合!!春の人気番組対抗!炎の熱血バトル（TBS）
- 古手川祐子・モト冬樹 イタリア珍紀行（日本テレビ）
- 古手川祐子&モト冬樹 地元の人に聞きました。おいしいワインとフランス紀行（日本テレビ）
- 世界料理大賞（日本テレビ）
- 第32回NHK紅白歌合戦（1981年12月31日、NHK総合・ラジオ第1） - 審査員
- 土曜オアシス（NHK総合）
- とびっきり京都（NHK BS2）

### CM
- カネボウ化粧品（1979年 - 1995年、17年にわたり出演）
- SUBARU レックスコンビ Vicky / ECVT（1987年）
- タイガー魔法瓶（1982年 - 1997年、15年にわたり出演）
- 日本移動通信（IDO）
- サントリー ブランデーV.O
- ヤマヒサ（1996年）
- 東建コーポレーション（2002年 - 2003年）
- はごろもフーズ シーチキン
- ライオントップ（1998年 - 1999年）
- 池田模範堂 ムヒソフト 「湯上がり」編（2006年）

### ラジオ
- 古手川祐子 おチャメな旅行カバン（1983年、ニッポン放送）

## 音楽

### シングル
| 発売日         | 規格        | 規格品番    | 面          | タイトル                       | 作詞        | 作曲        | 編曲        |
| CBS・ソニー    | CBS・ソニー | CBS・ソニー | CBS・ソニー | CBS・ソニー                    | CBS・ソニー | CBS・ソニー | CBS・ソニー |
| -------------- | ----------- | ----------- | ----------- | ------------------------------ | ----------- | ----------- | ----------- |
| 1981年4月21日  | EP          | 07SH-970    | A           | 愛想笑い                       | 三浦徳子    | 小杉保夫    | 若草恵      |
| 1981年4月21日  | EP          | 07SH-970    | B           | およしなさいと言ってくれますか | 三浦徳子    | 小杉保夫    | 若草恵      |
| 1981年10月21日 | EP          | 07SH-1069   | A           | 水色のロマンス                 | 三浦徳子    | 小杉保夫    | 若草恵      |
| 1981年10月21日 | EP          | 07SH-1069   | B           | 白い想い出                     | 三浦徳子    | 小杉保夫    | 若草恵      |
| 1982年5月21日  | EP          | 07SH-1159   | A           | 煙草                           | 中島みゆき  | 中島みゆき  | 船山基紀    |
| 1982年5月21日  | EP          | 07SH-1159   | B           | 朝焼け                         | 中島みゆき  | 中島みゆき  | 船山基紀    |

### アルバム

#### オリジナル・アルバム
| 発売日           | 規格                 | 規格品番         | アルバム |          |
| ポニーキャニオン | ポニーキャニオン     | ポニーキャニオン | ポニーキャニオン |          |
| ---------------- | -------------------- | ---------------- | --- | -------- |
| 1991年6月5日     | CD                   | PCCA-00275       | Bonté \| No. \| タイトル \| 作詞 \| 作曲 \| 編曲 \| \| --- \| -------------------- \| ---------- \| ---------- \| -------- \| \| 1 \| 恋 \| 飛鳥涼 \| 飛鳥涼 \| 山崎孝 \| \| 2 \| うつろい \| 来生えつこ \| 来生たかお \| 渡辺格 \| \| 3 \| 真夜中のマスカレード \| 高見沢俊彦 \| 高見沢俊彦 \| 武部聡志 \| \| 4 \| かわいい嘘で眠らせて \| 松井五郎 \| 德永英明 \| 杉山卓夫 \| \| 5 \| 蘖恋歌 \| 小椋佳 \| 小椋佳 \| 山崎孝 \| \| 6 \| あなたと… \| 藤井郁弥 \| 藤井尚之 \| 亀田誠治 \| \| 7 \| ねぇ… \| 古手川祐子 \| 武部聡志 \| 亀田誠治 \| \| 8 \| 酔芙蓉 \| 古手川祐子 \| 堀内孝雄 \| 上杉洋史 \| \| 9 \| 贅沢な口実 \| 澤地隆 \| CHAGE \| 武部聡志 \| \| 10 \| 揺れたい \| 来生えつこ \| 鈴木雅之 \| 杉山卓夫 \| \| 11 \| 倖せなんて \| 小田和正 \| 小田和正 \| 山崎孝 \| \| 12 \| 孔雀 \| 谷村新司 \| 谷村新司 \| 上杉洋史 \| |          |
| No.              | タイトル             | 作詞             | 作曲 | 編曲     |
| 1                | 恋                   | 飛鳥涼           | 飛鳥涼 | 山崎孝   |
| 2                | うつろい             | 来生えつこ       | 来生たかお | 渡辺格   |
| 3                | 真夜中のマスカレード | 高見沢俊彦       | 高見沢俊彦 | 武部聡志 |
| 4                | かわいい嘘で眠らせて | 松井五郎         | 德永英明 | 杉山卓夫 |
| 5                | 蘖恋歌               | 小椋佳           | 小椋佳 | 山崎孝   |
| 6                | あなたと…            | 藤井郁弥         | 藤井尚之 | 亀田誠治 |
| 7                | ねぇ…                | 古手川祐子       | 武部聡志 | 亀田誠治 |
| 8                | 酔芙蓉               | 古手川祐子       | 堀内孝雄 | 上杉洋史 |
| 9                | 贅沢な口実           | 澤地隆           | CHAGE | 武部聡志 |
| 10               | 揺れたい             | 来生えつこ       | 鈴木雅之 | 杉山卓夫 |
| 11               | 倖せなんて           | 小田和正         | 小田和正 | 山崎孝   |
| 12               | 孔雀                 | 谷村新司         | 谷村新司 | 上杉洋史 |

#### オムニバス・アルバム
- アクトレス・ミラクルバイブル　夏目雅子・早乙女愛・池上季実子・真行寺君枝・古手川祐子（2008年7月29日、DYCL-86） - CB・・ソニーから発表した全6曲を収録。

## 受賞歴
- エランドール新人賞（1980年）
- 第13回日本アカデミー賞 優秀主演女優賞「花の降る午後」（1990年）
- 第2回日本ジュエリーベストドレッサー賞30代部門（1991年）